# Zdeněk Borovec
Zdeněk Borovec (7. ledna 1932 Praha – 18. února 2001 Praha) byl český textař, libretista, překladatel a příležitostný filmový herec. Vystudoval katedru dramaturgie a scenáristiky na FAMU (absolutorium v roce 1956), kde byl jeho spolužákem mj. Miloš Forman. Často spolupracoval se skladatelem Karlem Svobodou.

## Život
Od dětství byl členem Dismanova rozhlasového souboru a zároveň i dětským hercem. Během druhé světové války hrál v Intimním divadle (např. Broučka v Broučcích), ve stejné době a těsně po válce hostoval v Národním divadle (např. role Frantíka Severýna v Zelené knížce) nebo v Divadle 5. května (role Puka ve Snu noci svatojánské).
Už jako dítě účinkoval v několika českých filmech. Objevil se v menších úlohách na stříbrném plátně, kupříkladu ve snímcích Kluci na řece (1944), Nerozumím (1947), Jan Roháč z Dubé (1947), Na dobré stopě (1948) či Pytlákova schovanka aneb Šlechetný milionář (1949). V tom čase studoval Akademické gymnasium ve Štěpánské a v roce 1950 ho úspěšně zakončil maturitou.
Následně absolvoval katedru dramaturgie a scenáristiky na FAMU (jeho spolužákem byl mj. Miloš Forman), přičemž během studií si zahrál ve filmu Stříbrný vítr (1954).
Teprve 3 roky po ukončení svých studií se v roce 1959 začal systematicky věnovat profesionálnímu psaní písňových textů.
Svoji profesionální kariéru zahájil jako dramaturg, působil i jako zpěvák, příležitostný herec a moderátor.

## Tvorba
Po absolvování FAMU byl Borovec zaměstnán jako dramaturg (a po nějaký čas jako scenárista) v Československém filmu na Barrandově. Zároveň také zpíval v kvartetu Františka Kočího (kde působil i jeho vrstevník Lubomír Pánek, ten později založil svůj vlastní sbor). Legenda praví, že Borovcovy první písňové texty vznikly právě pro toto kvarteto a následně pro Pánkův sbor. Dle jiné legendy byl jedním z jeho prvních textů song Granada pro zpěváka Milana Chladila. Od roku 1959 byl Borovec na volné noze a kromě pedagogické činnosti na Konzervatoři Jaroslava Ježka se věnoval pouze psaní textů – lze říci, že byl prvním českým profesionálním textařem. Postupně nahradil třeba moderátora Vladimíra Dvořáka v roli hlavního textaře Orchestru Karla Vlacha: to bylo portfolio, jež zajišťovalo opravdu slušnou existenci (zpívali zde třeba Yvetta Simonová, Milan Chladil, později i Karel Gott, Karel Hála, Waldemar Matuška a další). Ovšem zároveň – což Vlach vždy vyžadoval – se muselo pracovat kvalitně a rychle. A mladý Borovec tohle prostě uměl, i když později přiznal, že každý svůj text musí takzvaně „vysedět.“ Zároveň překládal a přebásňoval některé tehdejší muzikály (například Když je v Římě neděle).
Psal písňové texty pro přední české interprety (Waldemara Matušku, Karla Gotta, Helenu Vondráčkovou, Yvettu Simonovou a další). Celkově se takto podílel na více než 2 500 písních. Texty tvořil až na hotovou hudbu. Především na sklonku svého života se pak věnoval muzikálové – filmové i divadelní – tvorbě.

## Rodina
Během studia FAMU se seznámil s Dagmar. Oženil se s ní a narodila se jim dcera Lucie. Dcera Lucie se též v dospělosti stala textařkou a scenáristkou. Jejich dcerou je tedy Lucie Stropnická, rozená Borovcová, jejich vnukem je Matěj Stropnický a vnučkami Anna Stropnická a Františka Stropnická.

## Významné písňové texty
- Helena Vondráčková: A ty se ptáš, co já, Dvě malá křídla tu nejsou, Přejdi Jordán, To se nikdo nedoví, Můžeš zůstat, můžeš jít, Kam zmizel ten starý song, Čas je proti nám, Proč mě nikdo nemá rád, Nač vlastně v půli vzdávat mač, Tvá malá Jane, Svou partu přátel ještě naštěstí mám, Sen je lhář, New York, New York, Modrý anděl, Knížka snů, Snad přijde i klaun, Strejdo, scházíš nám jak sůl, Šumař, Hej, ty tam, Oh, Harold, Pojď jen blíž, Zas přijde červen, A kapky kapou, Kes, kes,
- Helena Vondráčková a Jiří Korn: Každá trampota má svou mez, Já půjdu tam a ty tam, Slunce, To pan Chopin, Já na bráchu blues, Já to vidím jak dnes, My milujeme jazzband, Jakobynic
- Helena Vondráčková a Karel Gott: Jen pár večerů, Párkrát mlčet, Song hrál nám ten ďábel saxofon, Když mě přijmeš do svých svátků, S láskou, Dingi-lingi-ding-dong
- Karel Gott: Angelina, Jezebel, Je krásné lásku dát, Vrať se do Sorrenta, Víc než lásku nemohu ti dát, Santa Lucia, Oříšek pro Popelku, Když jsem já byl tenkrát kluk, Granada, Lásko má, Už z hor zní zvon, Já žil, jak jsem žil, Vánoční strom, Ať láska má kde kvést, Můj refrén, Nic než láska tvá, Můj déšť, Nikdy nejdeš sám, Žádám víc, Já viděl kvést Prahu v máji, Alžbětínská serenáda, Varšavský koncert, Měl jsem rád a mám, Léta prázdnin, Cítím, Nevinná, Je jaká je, Paganini, Jsou svátky, Dívkám, S láskou jdu k vám, O kráse těchto svátků, Jdi za štěstím, A průvod šel dál, Dům U bílých bran, Dívka Žlutý anděl, Nádherný chór, Ukolébavka, Kam tenkrát šel můj bratr Jan, Kdo z nás smí se vrátit, Až jednou, Vším byl bych rád, Lorelay, Byl by hřích se potmě bát, Stokrát chválím čas, Stará píseň znovu znít, Daň z lásky své, Sen o vánocích, Pláč, Tady jsem, Když milenky pláčou, Při vánočních svíčkách, Mám tě, Hrátky s láskou, Zdá se mi, zdává, Žárlivý, Ty se mi zdáš, Kam se to ztrácí, Jeden muzikant, Svlékám pouta svá, Buď mi sestrou, buď mi bráchou, Krášlím, tě lásko, vším, co mám, Sen o věku nádherném, Klíč ke všem proměnám, Svět je svět, ne ráj, Sólo pro Motýla, Jarmark ve Scarborough, Navrať se k růžím, Bloudí měsíc po anténách, Sen v nás zůstává, To stárnutí zrádné, Dál až na měsíc, Máš-li s kým, Má pouť
- Yvetta Simonová: Butterfly, Sen lásky, Můj balón, Dej se vést, Romeo, Já jsem zamilovaná, Pan Smích, Stříbrný vítr, Má máma tuší, Jen ten tvůj úsměv mi zůstal, Já sedím jen tak v oblacích
- Yvetta Simonová a Milan Chladil: Sladké hlouposti, Amore, Amore, Děti z Pirea, Láska tvá jsem já, jen já, Tam v dáli za řekou, Svět ve kterém žijem
- Milan Chladil: Arrivederci, Roma, Juli-Juli-Juliána, Diana (Dajána), Granada, Je nás jedenáct, Pár růží pro smutnou paní
- Judita Čeřovská: Jen vítr to ví a mlčí dál, Už svítá, Nepočítám
- Naďa Urbánková: Blonďák s červenou bugatkou
- Marie Rottrová: Hodina H, Ten vůz už jel, Zřejmě letos nikde nejsou kytky, Svatba u dvou lilií
- Hana Zagorová: Já jsem tvá neznámá, Náš dům zní smíchem, Můj čas, Studánko stříbrná, Mží
- Waldemar Matuška: Když máš v chalupě orchestrion, Holky já mám všechny rád, Čas chvátá, Hříšník a fláma, Santa Lucia
- Jiří Korn: Hotel Ritz, Hlava mazaná, Zpívat jako déšť, Ten host vždy stejný,Ten, kdo má tě rád, Jen pár večerů, Patron milenců, K neuvěření, Hlas fléten, Jistý, V tvých očích jsem gróf, Ten tam nademnou, ten ví, Nic mi nechybí, Možná, Podzimní listí, Tvůj smích mě vzbouzí, Ten hlas mě vzal, Bžá-pšá, Doba je zlá, Tak tohle jó, Té, co snídá, Láska je hra naivní, L-Á-S-K-O, Ptákoviny, Ještě tě mám plnou náruč, Nejdřív je trénink, Haló, Akrobat, Jednou hůř, jednou líp, Nechoď samotná do Bellevue, Gentleman, Rád bych svedl slečnu pokladní, Rána jsou zlá, Ne, maestro, To je moje nová známost, Nejsi, Kdybych byl možná kouzelník, Žal se odkládá, Tvé stopy v písku, Pane vrchní, platím, Jdou,jdou,jdou, Sladká Suzi, Noc je stříbrný flauš, Tak tady mě máš, Snad jsem se ti zdál, Buďte zdráv, pane sen, Poslouchej mé haló, Lítat nad zemí, Venku je déšť a mráz, Sisyfos, Ta slůvka, Hotel California
- Helena Blehárová: Znám jeden kout
- Heidi Janků: Když se načančám
- Eva Pilarová: Kabaret, Pochval strom za zelený listí
- Jaromír Mayer: Malý přítel z města N, Dům u vycházejícího slunce
- Karel Zich: Máš chuť majoránky, Jak jdem tím zdejším světem, Léto, jak má být
- Michal Tučný: Mexická svatba
- Black Milk: Ten právě příchozí
- ostatní: Ztracená bačkorka, Veselé vánoce (Vánoce, vánoce přicházejí!)

## Muzikály
- Dracula (hudba Karel Svoboda)
- Bídníci
- Kleopatra (společně se svojí dcerou Lucií Stropnickou a Lou Fanánkem Hagenem; v průběhu prací na tomto díle zemřel)
- Monte Cristo (hudba Karel Svoboda)